# USS LST-45
O USS LST-45 foi um navio de guerra norte-americano da classe LST que operou durante a Segunda Guerra Mundial.